# Kombinat Kosora

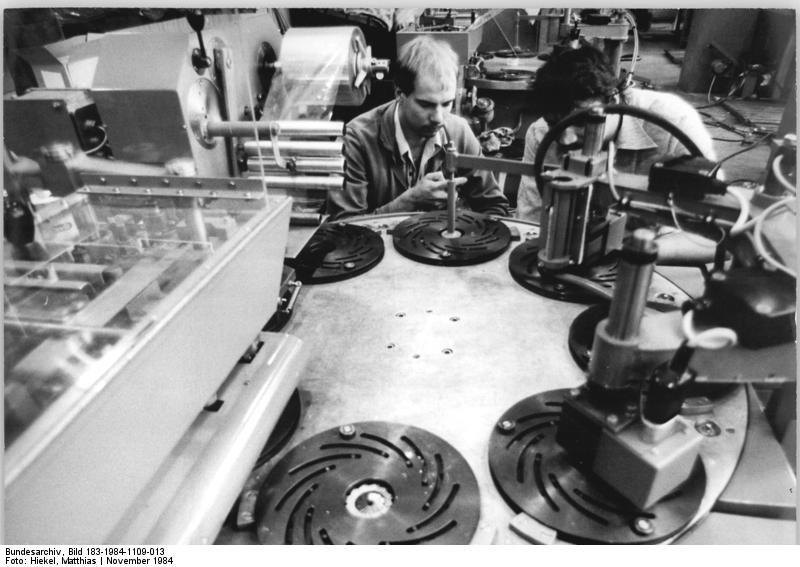
Monteure des VEB Kosora testen eine Plissiermaschine für den VEB Bürochemie

Das VE Kombinat Kosora Dresden war ein Kombinat in der Deutschen Demokratischen Republik. Bis zu einer Umbenennung operierte das Kombinat unter dem Namen Kombinat Thermophor Weesenstein.
Die Betriebe des Kombinats waren auf den Maschinen- und Anlagenbau sowie auf die Erbringung von Industriedienstleistungen spezialisiert. Zu letzteren zählten unter anderem Montage- und Instandhaltungsleistungen sowie industrielle Reinigungsleistungen. Der Stammbetrieb VEB Kosora Dresden wurde 1969 gegründet und gab dem Kombinat bei dessen späterer Umbenennung seinen Namen. Der Name Kosora wurde als Akronym der „komplexen sozialistischen Rationalisierung“ gebildet. Dem Namen entsprechend diente der Betrieb dem Zwecke der Rationalisierung in den Produktionsbetrieben der Volkswirtschaft. In diesem Zuge wurden Sondermaschinen und Automatisierungslösungen entwickelt und vertrieben.
Das Kombinat unterstand dem Rat des Bezirkes Dresden. Weitere bezirksgeleitete Kombinate sind in der Liste von Kombinaten der DDR aufgeführt.
Im Zuge der Wende und der anschließenden Wiedervereinigung wurde das Kombinat 1990 aufgelöst und seine Betriebe wurden privatisiert.

## Zugehörige Betriebe
Zum Kombinat gehörten zuletzt die folgenden Betriebe: 
- VEB Kosora Dresden; (Stammbetrieb)
- VEB Elektroanlagenbau Neugersdorf
- VEB Elko Dresden; (bis 1987 im Kombinat Präcitronic)
- VEB Heizwerksausrüstungen Heidenau
- VEB Industrierückstandsgewinnung Gröditz
- VEB Lokomotivenreparatur Tharandt (LRT)
- VEB Metallverarbeitung Maxen
- VEB Prüforganisation für Feuerlöschgeräte Radebeul
- VEB Rohrleitungs- und Heizungsmontagen Dresden
- VEB Spezialreinigung und Isolierung Meißen
- VEB Wärme- und Oberflächenschutz Dresden
- VEB Wärmepumpenanlagen Dresden; (später im Energiekombinat Dresden)
- VEB Zehren-Meißner Ofenfabrik Zehren (ZMO)